# 2028年美國總統選舉
2028年美國總統選舉將於2028年11月7日星期二舉行，此次选举是美国第61屆總統選舉，选举第48任美国总统。同時眾議院全部435個席位及參議院其中33個議席也將進行改選，以產生第120屆美国国会。各州选民将选出选举人，由選舉人團投票選舉確認新一屆美国总统與副總統當選人。第45、47任總統唐纳德·特朗普因已贏得2016年和2024年兩屆總統任期，依據《美國憲法第二十二修正案》規定，不得競選第三任期，惟特朗普仍然表示有意參選（詳見下方#唐納·川普一節）。

## 背景
共和黨候選人特朗普和萬斯於2024年击敗民主黨候選人賀錦麗和提姆·華茲，於2025年1月20日宣誓就職。特朗普曾於2016年當選總統，但在2020年連任競選輸給了喬·拜登。共和黨亦赢得了參議院的多數地位並保住了眾議院的多數地位，再次完全執政。
由于美国政府第22修正案，特朗普在二度担任总统后无法继续参选。但是特朗普的支持者希望特朗普继续参选，打破第22修正案。

## 共和黨

### 已表達參選意願
- 美国总统
唐納·川普[a]
（2017 – 2021
2025 – ）

#### 唐納·川普
現任美國總統唐納·川普已當選兩屆。根據美國憲法第二十二修正案，川普被禁止連任第三任期。儘管如此，他還是多次表示要尋求第三任期，且有如史蒂芬·班農等部分保守派人士鼓勵他繼續連任。 據《政客》雜誌所指，川普為了再次參選，可能會嘗試各種未經檢驗的法律理論和漏洞，而其結果最終將取決於美国最高法院的裁決。
在2025年1月，共和黨田納西州眾議員安迪·奥格斯提案修改第二十二修正案，允許擔任過兩屆非連續任期的總統尋求第三任期。該修正案的措辭將阻止仍在世的前總統比尔·克林顿、乔治·沃克·布什和贝拉克·奥巴马競選第三任期。在2025年保守政治行動會議上，Third Term Project等保守派團體支持奥格斯的修正案，並鼓勵川普競逐當下仍屬違憲的第三任期 。對此民主黨纽约州眾議員丹‧戈德曼計劃提出一項確認第二十二修正案的決議反制。
在2025年3月，川普接受NBC新聞採訪並談到尋求第三任期時表示：「很多人都希望我連任。但我的意思是，我基本上告訴他們，我們還有一段很長的路要走，你也知道，現在執政仍處於初期階段。我專注於當前。」他補充道，“總有方法可以辦到”，而且他“不是在開玩笑”。他同意其中一個方法是讓JD·萬斯競選總統，然後在選舉後將總統職位移交給他，但他表示還有其他方法。
在2025年5月4日，川普曾一度在接受采访时表示，虽然很多人建议自己寻求第三任期，但是这不是他想要追求的事情，他更想好好利用这一任期的4年时间做一番事业，然后交棒给一名优秀的共和党人。唯同月15日特朗普再次重申他正考慮在2028年再次競選。

### 媒體猜測的潛在候選人
- 德克薩斯州州長
 格雷格·阿博特
（2015 – ）
[15][16]
- 前美國總統顧問
 斯蒂芬·班農[b]
（2017）
[18]
- 德克萨斯州參議員
 泰德·克鲁兹
（2013 – ）
[19]
- 佛羅裡達州州長
 罗恩·德桑蒂斯
（2019 – ）
[20]
- 前美国常驻联合国代表
妮基·黑利
（2017 – 2018）
[21][22][23]
- 喬治亞州州長（英语：Governor of Georgia）
布赖恩·肯普
（2019 – ）
[24][22][25]
- 美国国土安全部长
克丽丝蒂·诺姆
（2025 – ）
[22][20]
- 商人
维韦克·拉马斯瓦米[c]
[22][21][20]
- 美国国务卿
馬可·魯比奧
（2025 – ）
[22][20]
- 阿肯色州州长
莎拉·赫卡比·桑德斯
（2023 – ）
[21][23][22]
- 南卡罗来纳州參議員
 蒂姆·斯科特
（2013 – ）
[27][21][22][28]
- 美国副总统
 JD·萬斯
（2025 – ）
[29][30]
- 維珍尼亞州州長
格伦·杨金
（2022 – ）
[22][27][21][20]
- 國家情報總監
图尔茜·加巴德
（2025 – ）
[28][31]
- 政治評論家
塔克·卡森
[32][33]
- 密蘇里州參議員
乔希·霍利
（2019 – ）
[34][35]
- 肯塔基州參議員
兰德·保罗
（2011 – ）
[34][36]

### 拒絕成為候選人
以下人士表示不會競選總統：
- 小唐纳德·特朗普：商人，現任總統唐納·川普的兒子。[37][38][39]
- 伊万卡·特朗普：前總統顧問，現任總統唐納·川普的女兒。[40]

## 民主黨

### 已表達參選意願
- 前美国运输部长
彼得·布塔朱吉
（2021 – 2025）
- 前美國駐日本大使
拉姆·伊曼纽尔
（2022 – 2025）
- 前美國商務部長
吉娜·雷蒙多
(2021–2025)

#### 彼得·布塔朱吉
彼得·布塔朱吉曾於2021年至2025年擔任美国运输部长。在擔任运输部长之前，他於2012年至2019年擔任印第安納州南本德市市長，並於2020年參加民主黨初選。布塔朱吉也曾是賀錦麗在獲得民主黨總統提名後的副總統搭檔人選之一。據《美國新聞與世界報導》，布蒂吉格被視為民主黨內最傑出的“傳播者”，經常出現在保守派媒體上為拜登政府的政策辯護。多個媒體均曾推測他可能會參加2028年總統大選。
2025年5月，布塔朱吉在接受阿南德·吉里達拉達斯採訪時證實他正考慮參加2028年總統大選，並表示他將「評估自己能帶來什麼，以及這與其他人有何不同」。

#### 拉姆·伊曼纽尔
拉姆·伊曼纽尔是美國政治家和外交官，最近於2022年至2025年擔任美國駐日本大使。伊曼纽尔曾於2003年至2009年間擔任三屆伊利諾伊州聯邦眾議員，於2009年至2010年間在歐巴馬總統任內擔任白宮幕僚長，並於2011年至2019年間擔任芝加哥市長。《政客》和《芝加哥太陽報》均曾推測他可能會參加2028年總統大選。2025年5月，伊曼紐爾證實了外界對他2028年參選的猜測，並表示：「我正在訓練，但我不知道自己是否能參加奧運會。」

#### 吉娜·雷蒙多
吉娜·雷蒙多曾於2021年至2025年擔任美國商務部部長，並於2015年至2021年擔任羅德島州州長。2025年4月，她在芝加哥大學政治研究院的一場活動中表示，她正在考慮參選2028年總統大選。她先前也被視為拜登在2024年退選前的潛在接替人選之一。

### 媒體猜測的潛在候選人
- 肯塔基州州长
安迪·貝謝爾
（2019 – ）
[54][55]
- 新泽西州參議員
柯瑞·布克
（2013 – ）
[56][57][58][59]
- 前北卡羅來納州州長
羅伊·庫珀
（2017 – 2025）
[60][61]
- 亞利桑那州參議員
魯本·加列戈
（2025 – ）
[22][59][62]
- 前美国副总统
賀錦麗
（2021 – 2025)
[63][58][64][65]
- 加利福尼亚州眾議員
罗·康纳
（2017 – ）
[66][56][67][22][59]
- 明尼蘇達州參議員
艾米·克罗布彻
（2007 – ）
[59][57]
- 康乃狄克州參議員
克里斯·墨菲
（2013 – ）
[68][56][59]
- 加利福尼亞州州長
加文·纽森
（2019 – ）
[69][70][58]
- 纽约州眾議員
亚历山德里娅·奥卡西奥-科尔特斯
（2019 – ）
[71][72][73][74]
- 喬治亞州參議員
乔恩·奥索夫
（2021 – ）
[59][62]
- 前明尼蘇達州眾議員
迪恩·菲利普斯
（2019 – 2025）
[75][76]
- 伊利諾州州長（英语：Governor of Illinois）
J·B·普里茨克
（2019 – ）
[77][78][79]
- 宾夕法尼亚州州长
喬什·夏皮羅
（2023 – ）
[58][80][81]
- 喬治亞州參議員
拉斐尔·沃诺克
（2021 – ）
[22][68]
- 密西根州州長（英语：Governor of Michigan）
格雷琴·惠特默
（2019 – ）
[82][59][83]
- 马里兰州眾議員（英语：Maryland's 8th congressional district）
傑米·拉斯金
（2017 - ）
[62][84]
- 北卡羅來納州州長
乔希·斯坦
（2025 – ）
[85]
- 德州眾議員
潔絲敏·克羅克特（英语：Jasmine Crockett）
（2023 – ）
[86][87][88]
- 前纽约州州长
安德鲁·科莫[d]
（2011 – 2021）
[90][91][92]
- 麻薩諸塞州州长（英语：Governor of Massachusetts）
莫拉·希利
（2023 - ）
[93][94][95]
- 宾夕法尼亚州州长
喬什·夏皮羅
（2023 - ）
[96]

### 拒絕成為候選人
以下人士表示不會競選總統：
- 提姆·華茲：明尼蘇達州州長（2019至今）及2024年賀錦麗競選副手（英语：2024 Democratic Party vice presidential candidate selection）。雖然一度有意參選[97][98]，華茲在2025年7月17日於採訪中指他不會在2028年參選總統[99]。
- 约翰·费特曼：宾夕法尼亚州参议員（2023至今）及前賓夕法尼亞州副州長（英语：lieutenant governor of Pennsylvania）（2019–2023）[59]
- 米歇爾·奧巴馬：前美国第一夫人（2009–2017）[100][101]
- 賈雷德·波利斯：科羅拉多州州長（英语：governor of Colorado）（2019至今）及前科羅拉多州第二國會選區众议员（2009–2019）[102]
- 埃莉萨·斯洛特金：密西根州参议员（2025至今）及密西根州第七國會選區（英语：Michigan's 7th congressional district）众议员（2019–2025）[103]
- 安德鲁·科莫：前纽约州州长（2011-2021）及前纽约州州检察长（2007-2010），已宣布參加2025年紐約市長選舉（英语：2025 New York City mayoral election）[104]
- 韋斯·摩爾：馬利蘭州州長（英语：governor of Maryland）（2023至今）及前Robin Hood Foundation（英语：Robin Hood Foundation） 行政總裁（2017–2021）[105]

## 无党籍人士

### 拒绝成为候选人
- 伊隆·馬斯克：世界首富，曾任政府效率部實際領導人。由於其不是自然出生的美國公民，根據美国宪法第二条沒有資格參選。[106]
- 马克·库班[e]：億萬富翁商人、達拉斯獨行俠共同擁有者、2929 Entertainment（英语：2929 Entertainment）聯合創始人。[59][107]
- 伯尼·桑德斯[f]：佛蒙特州参议员（2007至今）。[108][109]
- 柯尔丝滕·西内马[g]：前亞利桑那州參議員（2019–2025）及前亞利桑那州第九國會選區眾議員（2013–2019）[110]
- 小罗伯特·肯尼迪[h]：美国卫生及公共服务部長（2025至今）[111]